# 一〇〇式機関短銃
一〇〇式機関短銃（ひゃくしききかんたんじゅう）は、第二次世界大戦に実戦投入された日本軍で唯一制式化された短機関銃である。資料等によっては「百式」、また制式名の「機関短銃」ではなく「短機関銃」と誤記されている場合もある。

## 開発経緯
第一次世界大戦後の大正9年（1920年）7月の陸軍技術本部兵器研究方針によって、自動小銃開発の予備研究として、自働短銃（当時の日本での短機関銃の呼び方）の研究にも着手するようになり、外国製短機関銃（ドイツ製MP18、アメリカ製トンプソンなど）を輸入し、分解、研究を行った。

### 試製自働短銃
まず、弾薬選定の予備研究が行われ、6.5mm弾（.25ACP弾）・7mm南部弾・7.7mm弾（.32ACP弾）が試され、いずれも不満足だったので、最終的に十四年式拳銃と同じ8mm南部弾(8×22mm南部弾）を使用することに決定した。
弾薬の選定がいつ頃行われたのかは正確には不明。ただ、使用弾薬を決めなければ、銃器の設計に取り掛かれないので、1920年代の前半に行われたと考えられる。
大正12年（1923年）に、陸軍造兵廠火工廠東京工廠にて試製自働短銃の設計が開始された。
昭和2年（1927年）に、「試製自働短銃 1927年型」（Tokyo Arsenal Model 1927）が完成した。全長690mm、重量3.2kg、8×22mm南部弾、50発ドラムマガジン（メタルテープ給弾）または30発ボックスマガジン（スプリング給弾）、ブローバック方式で、エアバッファー（空気圧式ボルト緩衝装置）の欠陥から発射速度が1200発/分と高過ぎる(後に、300～600発/分に改良された）、命中精度が悪い、構造が複雑で脆弱、などの問題点があった。
翌昭和3年（1928年）には、全く別設計の「試製自働短銃 1928年型」（Tokyo Arsenal Model 1928）が完成している。全長800mm、重量3.3kg、8×22mm南部弾、18発マガジン、ブローバック方式。セレクターにより単発と連発（2点バースト）の切り替え可。
昭和5年（1930年）に、試製自働短銃 1927年型と1928年型は、シグ-ベルグマン(SIG-Bergmann、スイスのシグ社によるMP18のライセンスコピー品)、ラハティ（Lahti Model 1922）、トンプソン（Thompson）、など、他のいくつかの短機関銃との比較試験を受け、結果、両者とも不採用となった。
その後、翌昭和6年（1931年）の満州事変の勃発により、予算上の制約と生産優先順位の点から開発は停滞した。

### 南部式機関短銃
中国軍は海外の雑多な短機関銃を輸入して使用しており、日本軍はそれらを大量に鹵獲し、機関短銃開発の参考資料とした。後のノモンハン事件でも同様であった。
機関短銃の本格的な開発が始まったのは昭和10年（1935年）からで、昭和10年（1935年）（※正確には昭和11年（1936年）の陸軍技術本部による新型機関短銃審査までには開発されていたのであって、実際の開発開始年や開発期間は不明）に、南部銃製造所（翌年、中央工業に改組）によって、「南部式機関短銃一号」と「南部式機関短銃二号」が試作された。南部銃製造所ではブローバック方式の南部式教練軽機関銃も開発している。

### 試製機関短銃
さらに、南部式機関短銃を基に、陸軍技術本部によって、昭和11年（1936年）に「試製一型機関短銃」と「試製二型機関短銃」が試作され、昭和12年（1937年）の間、試験された。試製一型機関短銃は実射試験を通じて銃身と弾倉の問題が判明したので、さらに改良を加えられて、試製三型機関短銃に発展することになる。
この試製一型機関短銃が一〇〇式機関短銃に繋がる系統の祖となった。試製二型機関短銃の系統は制式採用されず、少数が試作されたのみであった。
南部式一号・二号、試製一型・二型の、これら試作銃は各々が複数挺作られ、個々に微妙な差異があった。その中には弾薬規格の異なるヴァリエーションもあった。三八式実包の弾丸と薬莢を短縮し、装薬を減装した、「試製九五式実包」（6.5x30mm）と呼ばれる短小弾（ドイツのクルツ弾に相当）を使用する物もあった（南部式一号と試製一型に採用）。試製九五式実包は、8mm南部弾と比較して、さしたる侵徹効力の違いや利点が無かったためか、制式採用されなかった。
注目されるのは、これらの銃の試験を行ったのは陸軍騎兵学校であることで、当初は歩兵用の火器として考えられていたわけではなかった。この当時は騎兵といってもすでに乗馬騎兵はその主流ではなく、師団付属の騎兵連隊は師団捜索隊として機械化偵察部隊となりつつある時期にあたっており、こうした機械化偵察部隊の運用に適する火器として三八式騎銃ないし四四式騎銃を補完するものとされていた。
50発弾倉を備えた試製一型は昭和13年9月下旬から支那駐屯歩兵第二連隊に対して6丁が「突撃及び陣内の戦闘に於いて不意の戦況に対処し特に突撃中に敵を制圧する必要がある場合の価値を判定す」る為に試験配備され、運用した部隊からは敵陣地占領後に行われた敵の逆襲に対して試製機関短銃の「腰だめ射撃」で有効にこれを阻止したとの戦例が報告されている。「戦況上使用する機会は比較的多からざりしも実用したる場合には相当の効果を収めたり」としているが、その一方で弾薬の配当（分隊に1丁、携帯弾薬200発）が少なかった為に大なる成果があげられなかったとされた。射撃のデモンストレーションに参加した各種兵科の代表者からは機関短銃は最も軽便にして連発の威力が大きい為、自衛用に装備することへの熱烈なる希望があったと近接戦闘兵器研究委員会中支派遣者は報告書に記している。

## 登場
MP18（SIG Bergmann 1920）やハーネルMP28、シュタイヤーMP34などの、輸入したヨーロッパ製短機関銃を、日本陸軍では総称として、「ベルグマン自動短銃」などと呼んだ。また、日本海軍は総計6,000挺ほど輸入し、「ベ式自動拳銃」（ベ式はベルグマン式の意）、「ス式自動拳銃」（ス式はス（シュ）タイヤー式の意）として（※日本海軍では短機関銃のことを「自動拳銃」と呼称した）、海軍陸戦隊などで使用していた。なお、これらの多くは口径7.63mmモーゼル弾仕様であり、新たに着剣装置も追加されていた。
当初騎兵科の開発ということで予算も開発資源も十分でなかったが、落下傘部隊が開発に参入したこと、および昭和12年（1937年）に支那事変が始まり、事変臨時軍事費の流入を得たことから予算上の制約は無くなり、昭和14年（1939年）に、後の一〇〇式機関短銃の直接の原型となる「試製三型機関短銃」が完成した。
ベ式機関短銃の強い影響を受け、木製の銃床銃把一体型で、30発入りダブルカラム弾倉を機関部左横から装填する方式を採用、また使用する弾薬がテーパーのきつい8mm南部弾であったため、弾倉はカーブを描いた形状となった。
その後、「改修三型甲機関短銃」・「改修三型乙機関短銃」を経て、二脚、伸縮式管状着剣装置、タンジェントサイトの付加などの小改良が施され、昭和16年（1941年）に「一〇〇式機関短銃」として準制式採用された。改修三型には消炎制退器は付いていなかった。
一〇〇式機関短銃は照準安定のための二脚、最大1500mの遠距離まで狙える照尺、銃剣の着剣装置など、原型となったドイツ製短機関銃とは異なる設計思想に基いていた。これらは騎兵校の要望を採り入れた結果であり、挺身兵（落下傘部隊）の火器としても有用なものだった。銃剣には三十年式銃剣か、後に二式銃剣（二式小銃用に三十年式銃剣の刀身を短縮した銃剣）を装備した。また、銃床左側面のD型の金具を90度回転させることにより、銃身機関部と銃床とを簡単に分解する事ができた。分解した銃身機関部と銃床はまとめると70cmほどとコンパクトになり、空挺降下の際に銃袋に詰めて携行した。
また、チェコスロバキアのZK-383がほぼ同様な構成をとっていたほか、MP34やイギリスのランチェスター、スイスのSIG MKMSとイタリアのベレッタ Modello 1938Aの戦前の生産型、ハンガリーの39Mおよび43Mも着剣装置を備えていた。
分隊長に短機関銃を装備させて歩兵分隊の近接格闘戦時の白兵力の向上に資するという用法は、当時はドイツ及びフィンランドのみで採用されていたもので、米英はドイツの用法に触れるまで軍用銃としての短機関銃は乗車兵員や航空兵の自衛火器程度にしか考えていなかった。ソ連もまた開戦後に兵士の訓練時間短縮に窮したことから射撃訓練の簡単な短機関銃を多用しており、第二次大戦当時は各国で短機関銃の用法は異なっていた。なお、意図された設計であるかは不明であるが、九六式軽機関銃や九九式軽機関銃の着剣装置においては、機関銃への銃剣装着は連射時の銃口の安定を図るバランサーの役割を期待されたとみる研究者もおり、2000年代初頭に同説を採る須川薫雄ら米国在住の研究グループが行った一〇〇式機関短銃の射撃実験でも、三十年式銃剣の着剣状態にて良好な射撃成績を収めている。
本銃にセレクターは無く、フルオート射撃のみであり、バースト射撃は指切りで行う。銃腔にはクロムメッキ加工が施されていた。弾倉は1銃につき8個を、4個入り弾倉帯2つで携帯する。その他の雑嚢も流用された。弾倉重量は空で240g、30発装填で540gである。
作動方式は、バッファーにコイルスプリングを採用し、オープンボルト、シンプルブローバック方式である。銃身や銃身被筒は固定式で動かない。
前期型の生産が中央工業でわずかに行われた他は、後期型の生産が名古屋造兵廠鳥居松製造所で昭和19年5月から毎月1,000挺のペースで行われた。総生産数は約10,000挺。その内のほとんどの約9,000挺を後期型が占める。
負革（スリング）は、幅約2.8cm、長さ最短約58cm、最大約102cm。大別して前期型、後期型が存在し、前期型は、牛革製（茶褐色の防水塗装）であり、銀色ニッケル鍍金が施された茄子環で本体と接続する。尾錠も銀色ニッケル鍍金が施され、長さを素早く調整できる機構で爪はない。革の端部は、茶褐色のスナップボタンで固定（茄子環は外せない）されていた。末期型は、帆布（キャンバス）製であり、機関銃負革に見られる黒染め茄子環が流用され、端部は、糸止めとなっていた。

## 派生型

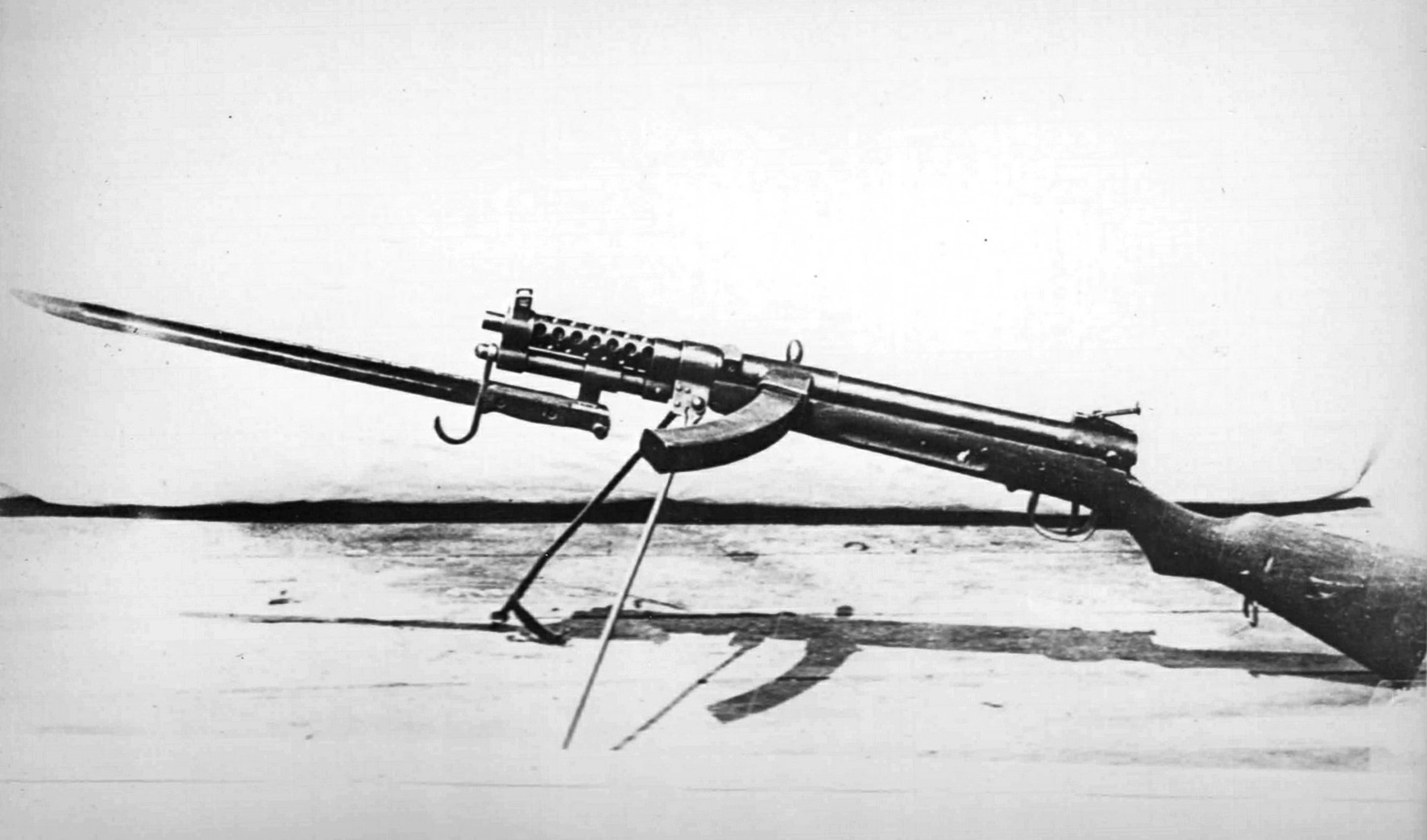
着剣し、二脚を開いた状態の改修三型

一〇〇式機関短銃は数種類ある。大きく前期型と後期型に分類される。下記では改修三型は一〇〇式に含まれない物として記述する。制式化前の改修三型を、一〇〇式の初期型もしくは前期型として扱う分類もある。
一〇〇式の後期型は「一〇〇式改機関短銃」または「一〇〇式機関短銃改」と呼ばれることもあるが正式名称ではない。
- 試製三型機関短銃（原型）
- 改修三型甲機関短銃（初期型）- 甲型は管状着剣装置が長い。
- 改修三型乙機関短銃（初期型）- 乙型は管状着剣装置が短い。
- 一〇〇式機関短銃（前期型）- 改修三型乙機関短銃を準制式採用した物。管状着剣装置と二脚はそのまま引き継ぐ。二脚が無い物もある。前期型はあまり生産されていない。
- 一〇〇式機関短銃 特型（空挺部隊用折り畳み銃床型） - 基本的に前期型を改造した物。二脚の廃止。ヒンジ式折り畳み機構。
- 一〇〇式機関短銃 後期型試作型 - 大型消炎制退器（フラッシュサプレッサー）と銃身機関部と銃床の上下分解機能を導入。
- 一〇〇式機関短銃（後期型）- 後期型試作型の改良型で、一〇〇式機関短銃の主生産型。陸上部隊と空挺部隊兼用。空挺用にも使用できるように、銃身機関部と銃床の上下分解機能を導入。改良型の大型消炎制退器（フラッシュサプレッサー）の採用。管状着剣装置の廃止。

昭和17年（1942年）に生産された前期型は、銃床がワンピース型であった。銃身下に伸縮機能を省いた固定式の管状着剣装置が付いていた。

同年に海軍落下傘部隊用として、前期型から改造された一〇〇式機関短銃 特型は、銃床の右側面グリップ基部に蝶番（ヒンジ）を付け、落下時に邪魔にならないように、グリップごとストックを右側面に折りたたむことができた。銃床の左側面には、ネジで固定する、前床と銃床の連結用金具があった。この構造は試製一式小銃（テラ銃）と同じであった。しかし実際には強度に問題があったと想像される。

後期型の最大の特徴は、陸上・空挺の、どちらの部隊に支給しても差し支えないようにした、という点である。前期型と、前期型をベースとした特型では、陸上部隊用と空挺部隊用で、別に設計・生産しなければならなかった。
後期型の製造の前に、試作型が数挺試作されている。前期型と後期型の特徴が混ざっており（両者の中間的存在）、試作型の特徴として、特に、消炎制退器と分解機能の導入が上げられる。
銃口には、固定式の大型消炎制退器（フラッシュサプレッサー）が付いた。消炎制退器は左右上方に溝があり、銃口の跳ね上がりを抑えていた。
トリガーガード前方の前床下部に安全装置が付いていた。左側面トリガー上方の「D型」の金具（D環）を引っ張って90度回して（縦方向にして）、銃身機関部（銃身＋レシーバー）と銃床（ストック、前床＋後床）を上下に分解することができた。トリガー・シアー部は、前期型ではレシーバー側に付いていたが、後期型では、分解の都合上、ストック側に付いていた。
この分解機能は空挺部隊で使用するためのもので、ヒンジ式折り畳み機構の不具合（銃床の強度が落ちる、ガタつく、握りにくい、製造コスト高、など）から、この方法に代替したものである。また、陸上部隊にとっても、不要な機能ではあるが、車載用に車内に分解して収納可能など、あればあるで便利な機能であった。
他に、大型消炎制退器（フラッシュサプレッサー）にネジ穴があった。リアサイトが「へ」の字に曲がっていた。トリガーガードのアウトラインが前期型・後期型よりも丸く膨らんでいた。管状着剣装置はまだ付いていた。二脚は廃止されていた。銃床（後床）は一体型であった。
なお、1986年発売のタナカの亜鉛合金製の「一〇〇式機関短銃」のモデルガンは、一般に「前期型」とされているが、タナカ自身は「前期型」であるとは言っておらず、商品名は単なる「一〇〇式機関短銃」である。このモデルガンは、実際には「前期型」ではなく、この後期型の試作型を参考に開発された物と考えられる。
昭和19年（1944年）より生産された後期型は、固定式の大型消炎制退器（フラッシュサプレッサー）を採用、試作型の物よりも改良され、左側上方が溝ではなく穴になり、右側上方のみ溝であった。これは銃口が右にぶれる現象を改善した物であった。銃身機関部と銃床の上下分解機能を導入。緩速機構（レートリデューサー）を省略。管状着剣装置を廃止し、着剣ラグ（突起）が直接、銃身被筒に付けられ、銃身先端を二式銃剣の銃身通し穴に挿すように変更された。1,500 m タンジェントサイトを廃止し、照準装置（ピープサイト100 m 固定、その上のV型サイト200 m 固定の2段階式に変更）など各部を簡略化。銃床（後床）は前期型よりやや短くなり、上下二分割型であった。弾倉止め（マガジンキャッチ）や安全装置の使い勝手が改善された。一〇〇式の前期型と後期型では弾倉の互換性が無かった。製造方法の一部に電気溶接加工を取り入れた。これらにより発射速度と生産効率が向上した。後期型の最初と最期では、仕上がりが全く違っていた（末期には床尾板が木製になるなど悪くなる方向に）。しかし本銃の製造は基本的に機械切削加工によるので簡略化は根本的な生産性向上にはならなかった。

## 長所・短所
長所
- 装弾数が30発と比較的多い

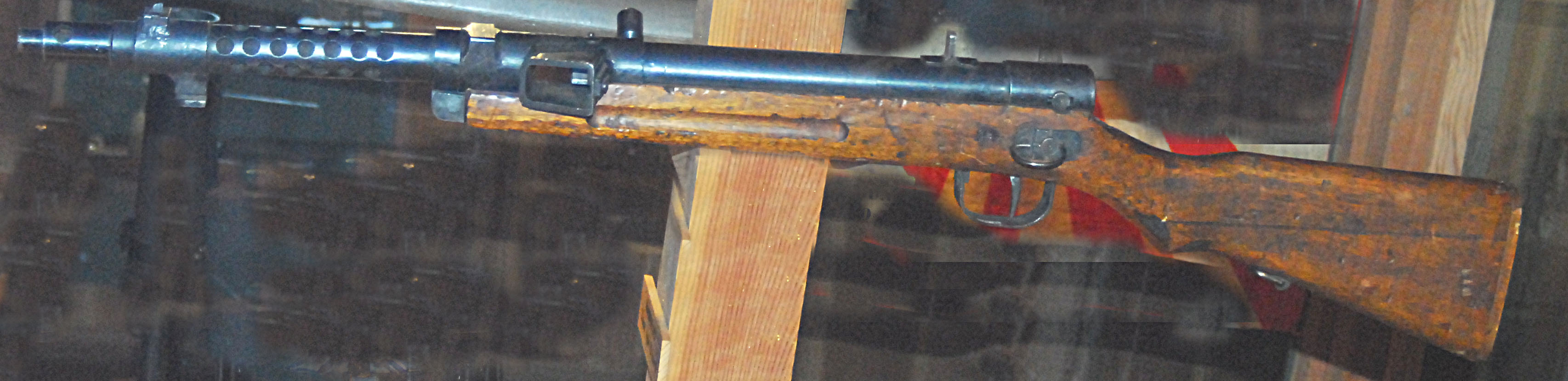
ホノルル陸軍博物館に収蔵・展示された後期型

- ストックを右側面に折りたたむことができた（落下傘部隊用のみ）
- 後期型は発射速度緩速機構も簡略化、これにより発射速度が二倍になった
- 弾倉が横についているため、地面に伏せて射撃（伏せ射ち）ができた
- 銃本体自体の重量は各国のサブマシンガンより軽い
- 分解結合が容易

短所
- 弾倉が横のため、射撃時にバランスが悪かった
- ストックが折りたたみ式のため、強度が低下（落下傘部隊用のみ）
- 着剣装置、二脚装備による重量の加算
- 切削加工と木製銃床のため、製造に時間がかかり、高価で、大量生産に不向き（第二次世界大戦中、各国では加工に手間のかかる木製銃床を省き、プレス加工の採用により、安価かつ短期間で大量生産を図った）
- 設計上の問題ではないものの、戦争末期には製造上の品質が落ち、支給された弾倉が銃に付けられないケースもあった
- 前期型と後期型では弾倉の設計が異なるために互換性がなく、配備先で混乱が生じた事例があった

## その後
日本陸軍期待の一〇〇式機関短銃であったが、前線で使用されることは少なかった。原因として製作した本銃が前線に届かなかったこと（南方に輸送中、輸送船などが撃沈されるなど）、さらに資源の不足などが重なったためである。特に弾薬の生産には困難があり、小銃弾や機銃弾ですでに不足しているところに大量の拳銃弾の増産を行うことは不可能であった。そのため一部の砲兵・騎兵将校の自衛用火器、もしくは挺進部隊用として使用されるにとどまった。しかし一〇〇式機関短銃が華々しく活躍した場面もあった。
1942年2月のパレンバン空挺作戦において第1挺進団が一〇〇式機関短銃を使用したとされていたが、これは間違いである。この時には空挺隊員は小銃や機関短銃を携行せず、三八式騎銃を物料箱で別に投下した。
1942年後半にはソロモン諸島の部隊へ少数の一〇〇式機関短銃が試験配備された。その後ガダルカナル島にも輸送されているが、極めて少数が到着した他は全て輸送中に失われている。また、ガダルカナル島で本銃を連合軍が鹵獲している。
ビルマの戦いの後期（1944年頃）には日本軍の増援部隊が装備していた少数の改修三型機関短銃（二脚とタンジェントサイトを備えたもの）が英軍によって鹵獲されている。
1944年12月、第2挺進団（秘匿名「高千穂部隊」）が「テ号作戦」において使用している。
1945年の沖縄戦の「義号作戦」では、一〇〇式機関短銃を携帯した義烈空挺隊は米軍占領下の読谷飛行場に強行着陸しアメリカ軍に損害を与えている。
そのほかにも僅かな数ではあるがニューギニアやフィリピンなど太平洋諸島の地上部隊に本銃が実戦配備され連合軍が少数を捕獲している。（ニューギニアの歩兵第54連隊には中隊あたり3丁が配備されたなどの例もある）
また、ベトナム戦争時、米軍が「これがベトコンの銃器だ」と題して鹵獲銃器を展示した写真があり、その中に一〇〇式が含まれているので、インドシナ地域の日本軍も一〇〇式を装備していたと考えられる。
終戦時に内地の歩兵連隊や特攻部隊に少数の本銃が配備されていた。
終戦後に一〇〇式機関短銃はほとんどが廃棄処分され、現在では、あまり現存していないといわれている。

## 登場作品

### 映画
『K-20 怪人二十面相・伝』
軍憲（作中の警察）兵士が使用。

### 漫画・アニメ
『WHO FIGHTER』
『クライング フリーマン』
『クラユカバ』
塚原重義監督の長編アニメーション。ソコレ四六三の隊員が使用。
『戦場まんがシリーズ』
同シリーズ続編および「ザ・コクピット」作品群（「CASE HARD」など）に登場する。
『ドールズフロントライン』
『端ノ向フ』
塚原重義監督の自主制作アニメ。国防軍憲兵隊が使用。指切り射撃で敵の持った拳銃を狙撃し撃ち落とす場面がある。

### 小説
『鬼吹燈』
『紺碧の艦隊』
『旭日の艦隊』
『パラレルワールド大戦争』
豊田有恒のSF小説。「百式短機関銃」の名称で登場し、1945年と現代を繋ぐ形で松代大本営に生じたタイムトンネルを警備する第12方面軍の伍長が装備していた。
『レッドサン ブラッククロス』
日本陸軍の装備として改良型が登場。藤田中尉がドイツ兵に対して使用する。敵の塹壕に突入した際は、棍棒のように振り回して白兵戦にも使用した。

### ゲーム
『Enlisted』
日本軍ツリーにて追加。突撃兵、戦車兵、操縦兵が装備可能。
『Paperman』
『Rising Storm』
『THE 歩兵 戦場の犬たち』
『THE 歩兵〜部隊で出撃!戦場の犬たち〜』

『艦隊これくしょん -艦これ-』
浴衣イラストの「綾波」が左手に持っている。
『コール オブ デューティシリーズ』
『CoD:WaW』
日本軍の短機関銃として登場する。
『CoD:BO』
ゾンビモードでのみ使用可能。
『CoD:WWII』
『CoD:V』
「Type 100」の名称で登場。

『デッドリー ダズン パシフィックシアター』
『ドールズフロントライン』
サブマシンガン枠に萌え擬人化されたものが星5戦術人形「一〇〇式」として登場。
『バトルフィールドシリーズ』
『BF1943』
日本海軍歩兵の装備として登場する。
『BFBC2』
シングルプレイにのみ登場する。日本海軍が使用するが、主人公も鹵獲して使用可能。
『BFV』
「一〇〇式」の名称で衛生兵の武器として登場。チャプター5「太平洋の戦い」で追加された。

『フロントラインコマンドノルマンディー』
「タイプ100」の名称で登場。
『メダル・オブ・オナーシリーズ』
『メダル・オブ・オナー ライジングサン』
敵兵が使っているが鹵獲はできず使用不可
『メダル・オブ・オナー パシフィックアサルト』

『ワールド・ウォー　ヒーローズ』
「Type100」として登場
『SNIPER ELITE5』
サブ武器で「Type100」として登場